# Ofèlia (satèl·lit)

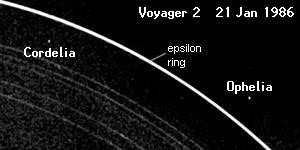
Imatge del Voyager 2 presa el 21 de gener de 1986

Ofèlia és una lluna d'Urà. Rep el seu nom d'Ofèlia, filla de Poloni personatge de l'obra Hamlet, de William Shakespeare. El va descobrir Richard J. Terrile de les imatges preses pel Voyager 2 el 21 de gener de 1986, i va rebre la designació temporal S/1986U8 . També es designa Urà VII. Ofèlia actua com el satèl·lit pastor exterior de l'anell èpsilon d'Urà. El satèl·lit pastor interior de tal anell és Cordelia. Hi ha també un asteroide anomenat 171 Ofelia.